# اتفاقية بروكسل (2013)
اتفاقية بروكسل (بالألبانية: Marrëveshja e Brukselit) (بالصربية: Бриселски споразум)، وتعرف رسميا باسم أول اتفاق للمبادئ التي تحكم تطبيع العلاقات، تم إبرامها بين حكومتي صربيا وكوسوفو حول تطبيع العلاقات بين الكيانين. تم التفاوض على الاتفاقية واختتام أشغالها في بروكسل تحت رعاية الاتحاد الأوروبي، على الرغم من أن أيا من الطرفين، لم يقم بتوقيع الاتفاق. ترأس المفاوضات رئيس الوزراء الصربي إيفيكا داتشيتش ورئيس وزراء كوسوفو هاشم ثاتشي، بوساطة من الممثلة العليا للاتحاد الأوروبي كاثرين أشتون. تم إبرام الاتفاقية في 19 أبريل 2013. لا تعترف حكومة صربيا بكوسوفو كدولة ذات سيادة، لكنها بدأت تطبيع العلاقات مع حكومة كوسوفو وفقًا لاتفاق بروكسل.

## خلفية
في أعقاب حرب كوسوفو وقصف الناتو ليوغوسلافيا في عام 1999، تم وضع كوسوفو، كجزء من صربيا ويوغوسلافيا، تحت إدارة الأمم المتحدة بموجب قرار مجلس الأمن رقم 1244. في عام 2008، أعلنت كوسوفو استقلالها ومنذ ذلك الحين اعترفت بها 115 دولة.

## المحادثات
عُقدت حتى الآن عشر جولات من المحادثات في مكتب خدمة العمل الخارجي الأوروبي في بروكسل. كانت كاثرين أشتون، الممثلة العليا للاتحاد الأوروبي، تقود المحادثات لمدة عامين، تلتها فيديريكا موغيريني في ذلك. إن تطبيع العلاقات مع الدول المجاورة شرط مسبق أساسي للدول الراغبة في الانضمام إلى الاتحاد الأوروبي ؛ أدى اتفاق بروكسل إلى اقتراب صربيا من بدء محادثات الانضمام إلى الاتحاد، وإلى التوقيع على اتفاقية الاستقرار والانتساب مع كوسوفو بواسطة فيديريكا موغيريني ورئيس الوزراء عيسى مصطفى في أكتوبر 2015. واحدة من أصعب المشاكل التي لا تزال قائمة هي إزالة الإدارات الصربية الموازية في الجزء الشمالي من كوسوفو.
دعم الدبلوماسيون الأمريكيون الحوار الذي قاده الاتحاد الأوروبي من البداية. دعت وزيرة الخارجية هيلاري كلينتون كاثرين آشتون للقيام بزيارات مشتركة لبعض العواصم في منطقة البلقان، وقامت المسؤولتان بزيارات مشتركة إلى بلغراد وبريشتينا (وكذلك سراييفو) في أكتوبر 2012. وعينت كلينتون نائب مساعد وزير الخارجية فيليب ريكر لدعم جهود أشتون. قام ريكر وفريقه بالتنسيق الوثيق مع زملائهم في الاتحاد الأوروبي، واجتمعوا مع ممثلي صربيا وكوسوفو على هامش كل جلسة في بروكسل، وأيضا خلال زياراتهم للمنطقة.
وكانت النتيجة عبارة عن «اتفاقية مبادئ أولية تحكم تطبيع العلاقات» مكونة من 15 نقطة، تم توقيعها بالأحرف الأولى في 19 أبريل 2013 ولكن لم يتم التوقيع عليها من لدن أي من الطرفين.
بعد إبرام الاتفاقية، أعلنت المفوضية الأوروبية عن بدء العمل رسميا بشأن اتفاقية الاستقرار والانتساب مع كوسوفو، واستهلال المفاوضات بشأن انضمام صربيا للتكتل الأوروبي. تم دعم الاتفاقية من قبل الاتحاد الأوروبي وحلف الناتو ومنظمة الأمن والتعاون في أوروبا والأمم المتحدة.